# Roland TR-808

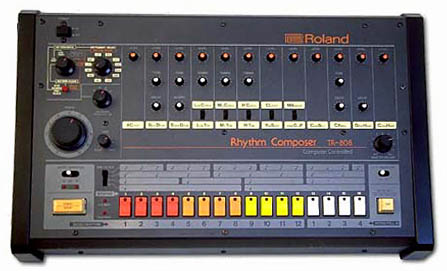
Передня панель Roland TR-808

Roland TR-808 Rhythm Composer — одна з перших програмованих драм-машин («TR», — скорочення від англ. Transistor Rhythm), розроблена компанією Roland на початку 1980-х.

## Опис
Спочатку призначалася для використання як засіб для створення студійними музикантами демонстраційних записів. Як і попередні драм-машини Roland, вона не звучала як реальна барабанна установка. В період із середини до кінця 1980-х, коли ціну на TR-808 було знижено, її звучання стало популярним, частково через те, що вона могла синтезувати дуже глибокий звук бас-барабана. На останньому заснований один з піджанрів хіп-хопу — треп. До кінця 1980-х TR-808 була популярною саме в рамках електронної музики і хіп-хопу.
Як і в роботі з багатьма іншими аналоговими електронними музичними інструментами, від музиканта потребується багато зусиль для якісного підбору звуку TR-808 для використання з сучасними пристроями, однак через характер його аналогових схем, результат часто може бути незадовільним і робить звук занадто статичним. Звуки TR-808 були й залишаються часто вживаними в хіп-хопі, електро, мінімал-техно і багатьох інших формах електронної танцювальної музики, хоча часто можуть бути невпізнанні після глибокої обробки.
Попит на TR-808 і досі настільки великий, що ціни на неї значно вищі, ніж вартість нової TR-808 під час першого випуску 1980 року.

## Музичні альбоми, в яких широко використовувалася TR-808
- Ліл Джон — всі альбоми
- Каньє Вест — 808s & Heartbreak
- Дельфін — Юність (Youth)
- Sisters of Mercy — деякі ранні записи до First & Last & Always
- Silicon Dream — Time machine
- KanZer — Replication
- Майкл Джексон — Thriller
- Daft Punk — Homework
- Duran Duran — Rio